# Profession garde du corps
Pour plus de détails, voir Fiche technique et Distribution.
Profession garde du corps (Vai gorilla) est un poliziottesco italien de Tonino Valerii sorti en 1975.

## Synopsis
L'ex-cascadeur Marco Sartori devient le garde-du corps de l'industriel Gaetano Sampioni qui est menacé par des criminels.

## Fiche technique
Sauf indication contraire, les informations mentionnées dans cette section peuvent être confirmées par la base de données cinématographiques IMDb,  présente dans la section « Liens externes ».
- Titre original italien : Vai gorilla
- Titre français : Profession garde du corps[1]
- Réalisateur : Tonino Valerii
- Assistant au réalisateur : Franco Cirino
- Scénario : Massimo De Rita, Dino Maiuri
- Photographie : Mario Vulpiani
- Montage : Antonio Siciliano
- Effets spéciaux : Paolo Ricci
- Musique : Franco Bixio, Fabio Frizzi, Vince Tempera
- Scénographie : Umberto Turco
- Costumes : Luca Sabatelli
- Trucages : Massimo De Rossi
- Producteurs : Mario Cecchi Gori
- Société de production : Capital Film S.p.A.
- Pays de production :  Italie
- Langue de tournage : italien
- Format : Couleur - 1,85:1 - son mono - 35 mm
- Genre : Poliziottesco
- Durée : 100 minutes
- Date de sortie :	
  - Italie : 14 novembre 1975
  - Portugal : 11 mai 1978
  - France : 21 juin 1978[1],[2]

## Distribution
- Fabio Testi : Marco Sartori
- Renzo Palmer : Gaetano Sampioni
- Claudia Marsani : Vera Sampioni
- Saverio Marconi : Piero Sartori, le frère de Marco
- Adriano Amidei Migliano : commissaire Vannuzzi
- Antonio Marsina : Berto
- Luciano Catenacci : le directeur du stand de tir
- Giuliana Calandra : l'épouse de Sampioni
- Maria D'Incoronato : Elisa Sartori, la sœur de Marco
- Al Lettieri : Ciro Musante
- Ernesto Colli : le gardien du chantier
- Franca Scagnetti : une femme
- Marcel Bozzuffi